# British Leyland
Pour les articles homonymes, voir Leyland.
British Leyland, de son nom complet British Leyland Motor Corporation Ltd (BLMC), est un ancien conglomérat automobile britannique formé à Londres en 1968 par la fusion de Leyland Motor Corp Ltd et de British Motor Holdings Ltd. Partiellement nationalisé en 1975, le groupe fut rebaptisé à cette occasion British Leyland Limited (BL),.
Malgré la présence en son sein de marques rentables et renommées, comme Rover et Land Rover, ainsi que de la Mini, l'histoire de British Leyland est particulièrement tourmentée, marquée par des grèves, de graves problèmes de qualité et de fiabilité et une perte continuelle de parts de marché.
En 1982, BL est rebaptisé Austin Rover Group (en), puis Rover Group en 1986. En 1988, le gouvernement britannique, son propriétaire depuis treize ans, revend l'entité à British Aerospace (BAe). Le groupe change à nouveau de mains en 1994, racheté par BMW, qui le cède à son tour six ans plus tard après l'avoir expurgé de plusieurs de ses marques. Renommé MG Rover en 2000, il est alors le dernier constructeur automobile généraliste britannique ; il fait faillite cinq ans plus tard.
De nos jours, les marques Mini, Jaguar Land Rover et Leyland Trucks (actuellement détenues respectivement par BMW, Tata et Paccar) sont les trois principales parts de l'ex-British Leyland encore en activité. Une petite présence subsiste sur le site de Longbridge. Certaines activités, comme Unipart (en), continuent également de fonctionner indépendamment.
La société, dont le siège était à Londres, avait des intérêts dans environ 95% de l'industrie automobile britannique et produisait des voitures, mais aussi des utilitaires, des camions et des autobus, des engins de chantier et des moteurs.

## Histoire

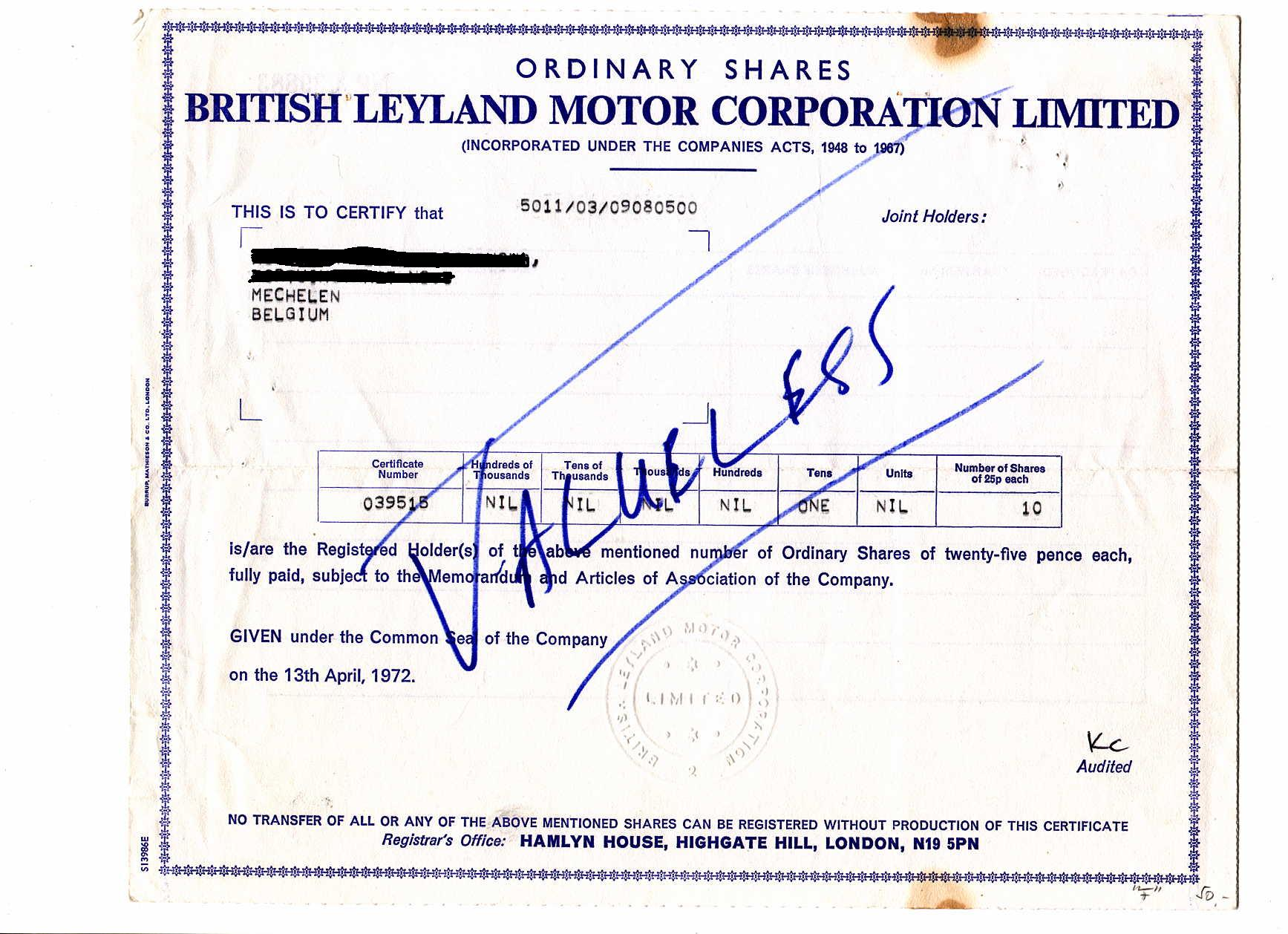
Contrat de BLMC.

BLMC est né en 1968 de la fusion de British Motor Holdings (en) (BMH) et Leyland Motor Corporation (LMC), encouragé par Tony Benn, président de la Industrial Reorganisation Committee créée sous le Gouvernement Wilson (1964-1970). À cette époque, LMC était un constructeur à succès tandis que BMH (produit de la fusion entre British Motor Corporation et Jaguar) était proche de la faillite. Le gouvernement espérait que l'expertise de LMC puisse remettre à flot BMC et créer un "British General Motors". Cette fusion rapprocha une centaine d'entreprises : des constructeurs indépendants britanniques (voitures, bus et camions) ainsi que des entreprises de secteurs divers (construction, réfrigirateurs, constructions de routes). La nouvelle entité crée fut organisée en sept départements sous la supervision de son président Sir Donald Strokes (ancien président de la LMC).

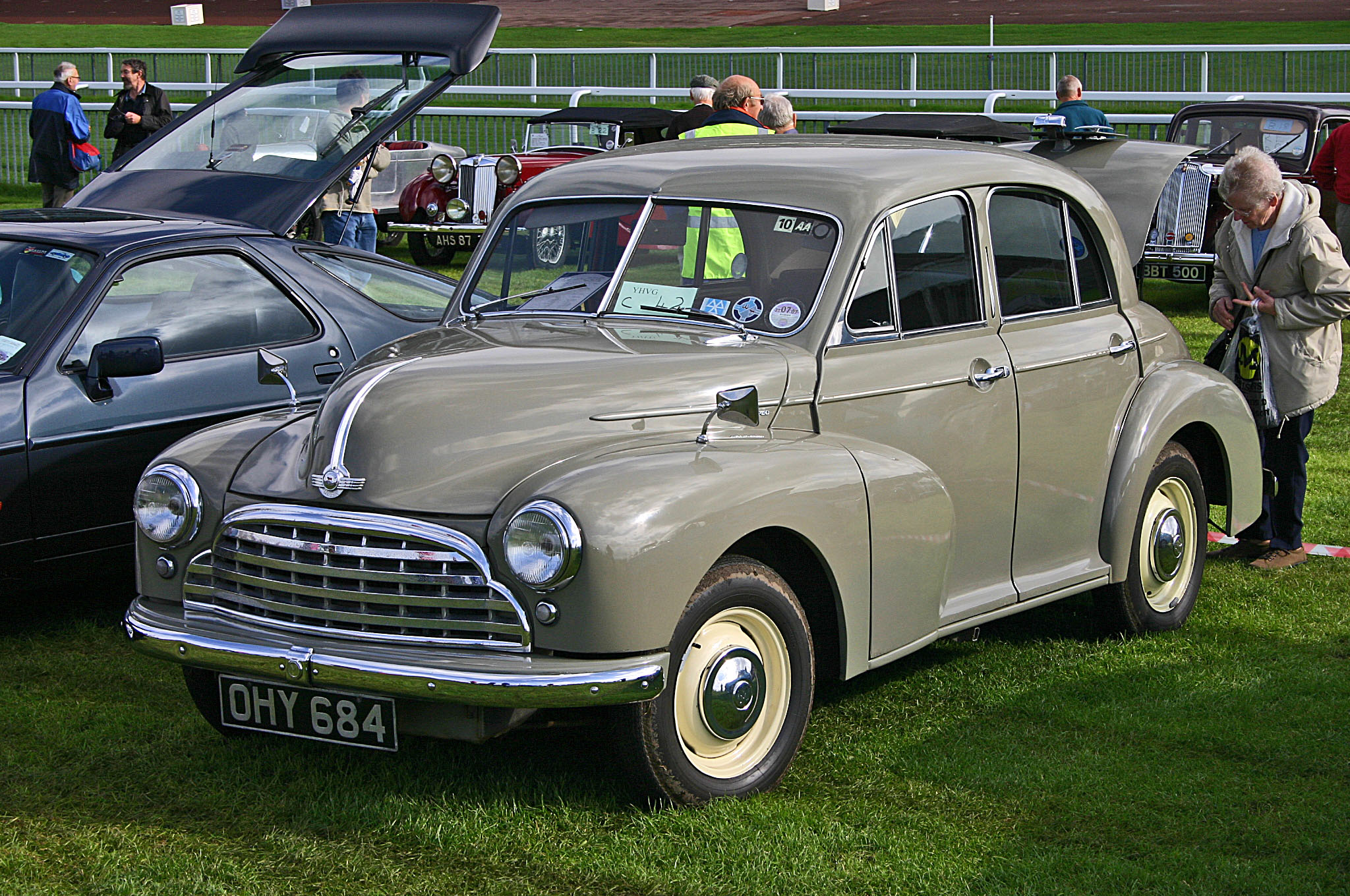
Morris Oxford.

Même si BMH était le plus grand constructeur automobile du Royaume-Uni (produisant deux fois plus de voitures que LMC) , sa gamme devenait vieillissante, avec notamment la Morris Minor datant de 1948 ou le duo Austin Cambridge et Morris Oxford (en), présentées toutes deux en 1959. De plus, BMH avait certes connu un grand succès dans les années 1960 avec la Mini d'une part et les 1100/1300 d'autre part, mais ces véhicules n'étaient que peu rentables, notamment du fait du manque de fiabilité de leur transmission aux roues avant, une technologie nouvelle pour le groupe qui entraina de nombreux et coûteux rappels. Après la fusion, Lord Stokes fut horrifié lorsqu'il apprit que BMH n'avait pas prévu de plan pour remplacer tous ces modèles. En effet, juste avant la fusion, BMH se concentrait sur des modèles de niche comme l'Austin Maxi (dont le développement fut interrompu prématurément et d'apparence étrange du fait de la réutilisation de portières de l'Austin 1800) ou bien l'Austin 3 litre, un véhicule sans vraiment de débouchés.

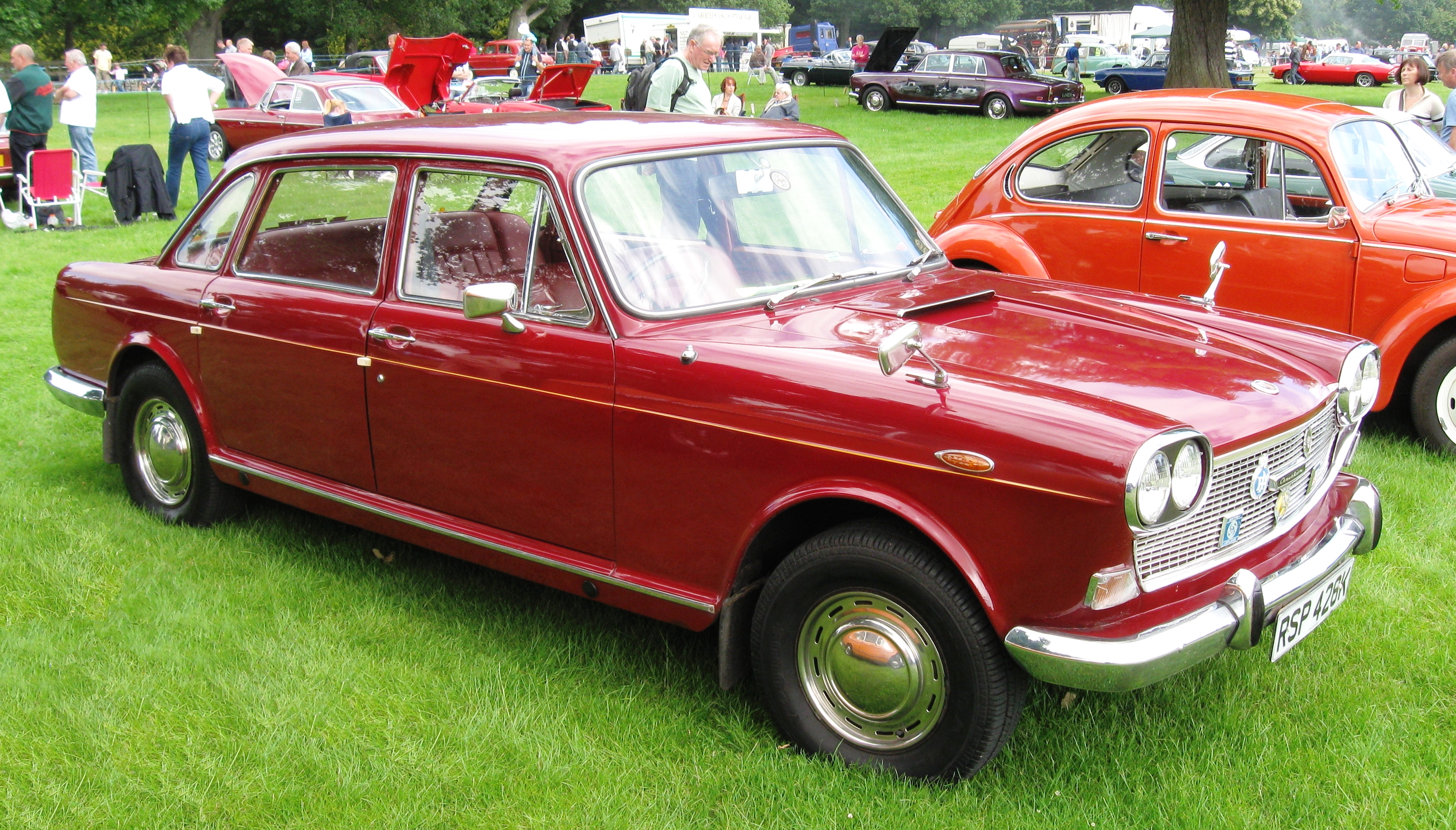
Austin 3-litre.

Ce manque d'attention portée au développement de nouveaux modèles de grande diffusion de la part de BMH signifiait en réalité que l'entreprise n'avait aucun projet à même de concurrencer de populaires rivales comme les Escort et Cortina de Ford.
Immédiatement, Lord Stokes mit au point une stratégie pour créer rapidement de nouveaux modèles. Le premier résultat de ce programme-catastrophe fut la Morris Marina, sortie début 1971. Sous une carrosserie entièrement nouvelle, la voiture empruntait nombre de ses pièces à d'autres modèles British Leyland. Ce véhicule fut cependant l'un des plus vendus en Grande-Bretagne durant les années 1970, même si à la fin de sa production en 1980 il était vu comme un produit bien morne ayant endommagé la réputation de la firme. L'Austin Allegro (remplaçant la 1100/1300) , lancée en 1973, connut une réputation similaire durant ses 10 années de production.

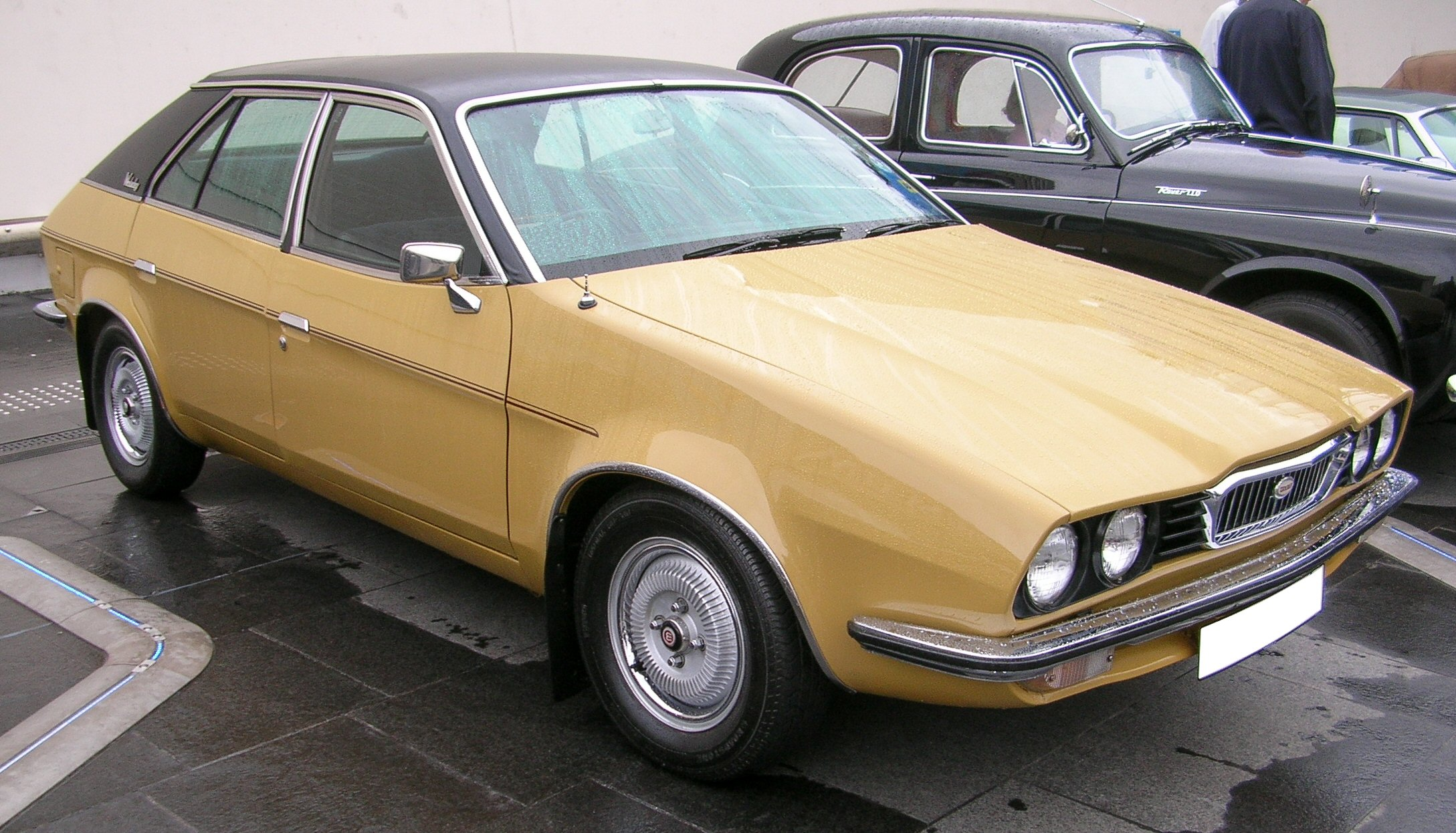
Wolseley Saloon (1975).

La compagnie devint dès lors un monument à la gloire du bouleversement économique qui assaillit le Royaume-Uni dans les années 1970. Des grèves instiguées par les militants des syndicats mirent fréquemment à mal la capacité de production des usines. Du fait de la duplication des installations résultant de la fusion, la chaîne de production comportait de multiples points individuels de défaillance, ce qui signifiait qu'une grève dans une seule usine pouvait impliquer l'arrêt de beaucoup d'autres. Ford et General Motors avaient eux préparé les conséquences de la crise, en fusionnant leurs filiales britanniques et allemandes (Ford avait créé Ford of Europe, tandis que General Motors resserrait les liens entre Opel et Vauxhall) , ce qui leur permettait de transférer leur production en cas de problème industriel. En conséquence, Ford et Vauxhall dépassèrent BL pour s'établir comme les deux plus grands constructeurs anglais, un titre qu'ils conservent aujourd'hui. Au même moment, une nuée de véhicules japonais, avec en tête Toyota et Nissan (Datsun) s'abattirent sur le marché, exploitant l'incapacité de BL à satisfaire les besoins des consommateurs et sa réputation de fabricant de voitures de mauvaise qualités, ce qui poussa le gouvernement britannique à prendre des mesures protectionnistes sous forme de quotas d'importation afin de protéger les constructeurs locaux malades (BL et Chrysler Europe) et de les aider à subsister.

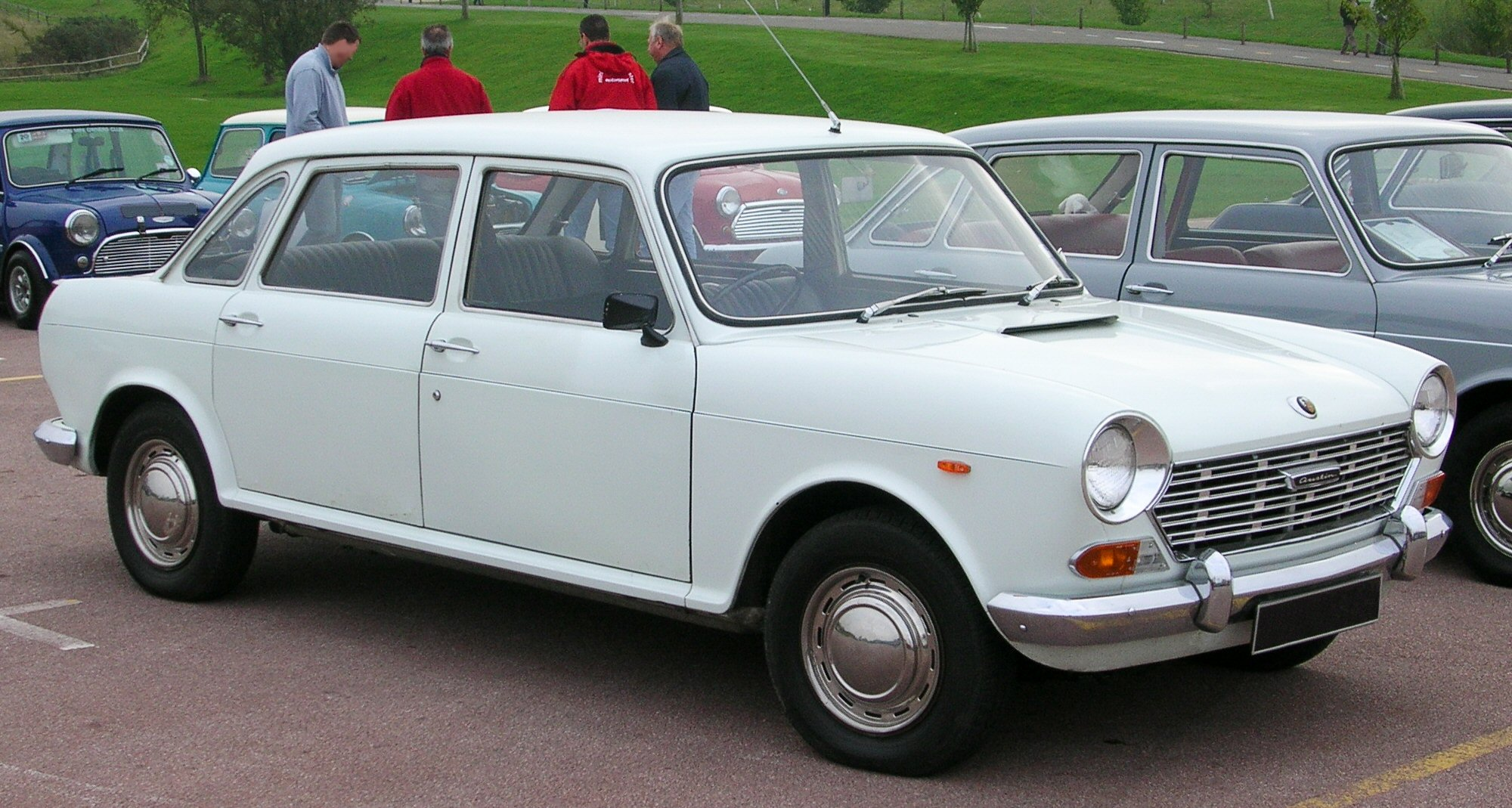
Austin 1800 (1969).

Au faîte de sa popularité, BLMC possédait 40 usines à travers le pays. Déjà, avant la fusion, BMH incluait des marques qui se concurrençaient en interne et vendaient de fait les mêmes modèles simplement rebadgés. La British Motors Corporation n'avait elle jamais réellement rationalisé la production et les réseaux de vendeurs respectifs d'Austin et de Morris. Ceci était en partie dû à a volonté d'apaiser les mauvaises relations entre les deux firmes — par exemple, les ouvriers de Cowley se voyaient toujours comme des personnels "Morris" et refusaient de ce fait d'assembler des Austin, tandis que la situation inverse se présentait à l'usine Austin de Longbridge. La conséquence était que ces deux usines produisaient des voitures identiques avec pour seule différence la marque sous laquelle chaque réseau les vendait. Ceci signifiait qu'Austin et Morris se concurrençaient mutuellement et que chaque produit devait supporter des coûts de logistique, de publicité et de distribution deux fois plus importants que s'il était vendu sous un seul nom ou si chaque usine produisait les modèles en fonction de leur plateforme. Même si BL souhaitait mettre fin à ce gaspillage de ressources, en concentrant par exemple la production des Mini et 1100/1300 à Longbridge, tandis que les 1800 et Austin Maxi partaient pour Cowley, la production de sous-ensembles ainsi que les sous-traitants restaient dispersés à travers les Midlands, ce qui grevait les coûts de fonctionnement de ces usines.
Durant les années 1950 et 1960, BMH et Leyland Motors s'étaient étendus et avaient acquis différents constructeurs afin de se concurrencer l'un l'autre, et cette concurrence s'exacerba en interne après la fusion. Le haut de gamme était disputé par Rover et Jaguar, tandis que Triumph concurrençait Austin, Morris et MG sur le segment des familiales ainsi que sur celui des sportives.

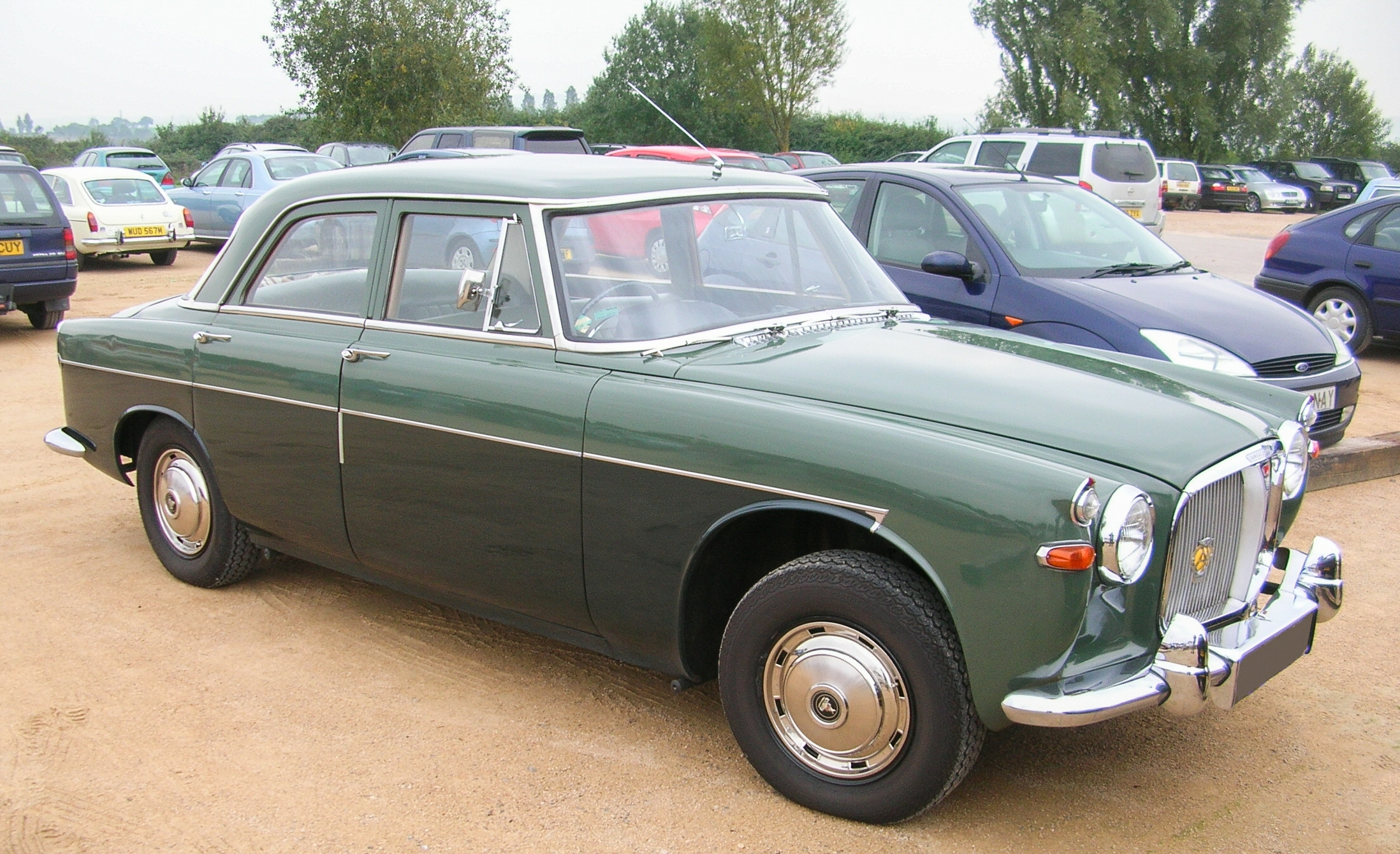
Rover P5 Mk. II 3-Litre (1962).

Les gammes quasi identiques des deux conglomérats continuèrent ainsi de se cannibaliser même après la fusion ; de fait, la politique d'avoir plusieurs modèles disponibles pour le même segment de marché persista longtemps - par exemple la MGB de BMH resta produite en même temps que la Triumph TR6 de LMC, la Rover P5 continua sa carrière aux côtés de la Jaguar XJ, pendant qu'au cœur de la gamme la Princess menaçait directement la Morris Marina ainsi que les versions les plus accessibles de l'Austin Maxi, tout ceci signifiant que les économies d'échelle prévues lors de la fusion ne furent jamais vraiment réalisées. De plus, les efforts pour implanter dans l'esprit des consommateurs et à l'extérieur du Royaume-Uni l'idée d'une marque British Leyland à grand renfort de spots publicitaires et d'affiches se soldèrent par la confusion plutôt que l'attraction des consommateurs.
L'état-major de British Leyland essayait malgré tout de distinguer ses différentes marques - leur décision la plus notable fut de placer Morris en tant que constructeur de véhicules de grande diffusion, afin de concurrencer Vauxhall et Ford, poursuivant la lignée BMC de familiales à traction avant et suspension à gaz. De cette politique sont issues la Morris Marina et l'Austin Allegro, dont le succès resta cependant mitigé. En effet, comme le réseau de vente n'était pas suffisamment rationalisé, les revendeurs Austin et Morris virent leur éventail de modèles divisé en deux, et considérèrent dès lors qu'ils ne pourraient satisfaire à la plupart des goûts de leurs anciens clients respectifs. De plus, la gamme semblait se constituer de manière assez hasardeuse : la Princess, avancée technologiquement avec sa suspension Hydragas fut successivement vendue comme une Austin, une Morris ou une Wolseley avant de passer sous son propre pavillon. La Princess (tout comme la Mini, que BL transforma elle-aussi une marque propre) était vendue dans les deux réseaux Austin et Morris, ce qui accentua encore le manque de distinction entre ces deux branches.
L'entreprise gaspilla aussi le reste de son faible pécule dans des concepts, comme les Rover P8 et P9, qui ne lui rapporteraient jamais d'argent.
Ces problèmes internes, qui ne furent jamais réellement résolus, combinés à de sérieux problèmes industriels, au choc pétrolier de 1973, à la Three Days Week, une loi interdisant aux entreprises d'utiliser de l'électricité plus de trois jours par semaine à la suite des grèves de mineurs de 1974, et à une direction erratique firent de British Leyland un monstre ingouvernable et financièrement boiteux, aboutissant à une banqueroute retentissante en 1975.

### Restructurations des années 1970

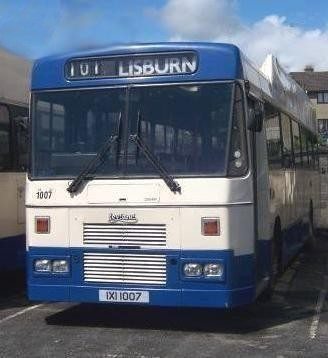
Leyland Tiger.

Sir Don Ryder fut mandaté afin de mener une enquête sur la situation de l'entreprise, et le Rapport Ryder parvint au gouvernement en avril 1975. Suivant ses recommandations, l'organisation de l'entreprise fut profondément modifiée et le gouvernement Callaghan en prit le contrôle via la création de la holding British Leyland Limited, dont l'État était l'actionnaire majoritaire, nationalisant de ce fait le conglomérat. Entre 1975 et 1980, ses parts furent investies dans le National Entreprise Board, auquel incombait la responsabilité de gérer cet investissement. La compagnie était désormais organisée en quatre entités distinctes :
- Leyland Cars (qui devint British Leyland Cars) - plus grand constructeur du Royaume-Uni, employant 128 000 personnes sur 36 lieux de production différents, avec une capacité de production d'un million de véhicules par an.

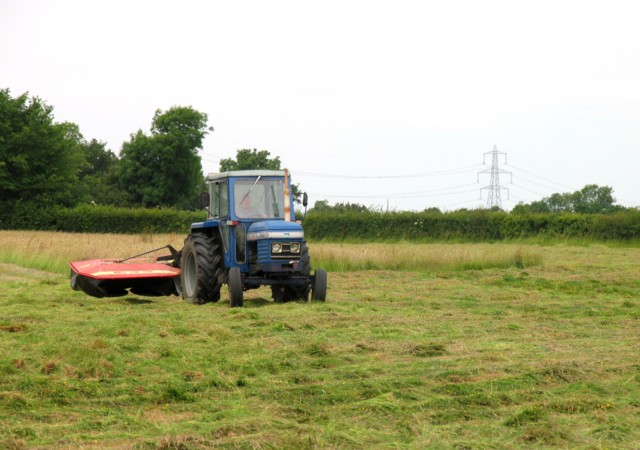
Tracteur Leyland des années 1970.

- Tracteur Leyland des années 1970.Leyland Truck and Bus - plus gros fabricant d'utilitaires et de transports de passagers du Royaume-Uni, employant 31 000 personnes sur 12 sites avec une capacité de production de 38 000 camions, 8 000 bus (en incluant la coentreprise avec National Bus Company) et 19 000 tracteurs par an. Les tracteurs étaient basés sur les modèles Nuffield, mais construits à Bathgate, en Écosse.
- Leyland Special Products - branche comprenant la myriade d'autres entreprises, elle-même structurée en cinq sous-divisions :
  - Equipements de construction : Aveling-Barford, Aveling-Marshall, Barfords of Belton et Goodwin-Barsby
  - Réfrigérateurs : Prestcold
  - Transport industriel : Coventry Climax (incluant Climax Trucks, Climax Conveyancer (chariots élévateurs) et Climax Shawloaders (tombereaux)
  - Véhicules militaires : Alvis et Self-Chaging Gears
  - Impression : Nuffield Press et Lyne & Son
- Leyland International - responsable de l'exportation des voitures, des camions et des autobus ainsi que des usines d'Afrique, d'Inde et d'Australie, employant 18 000 personnes.

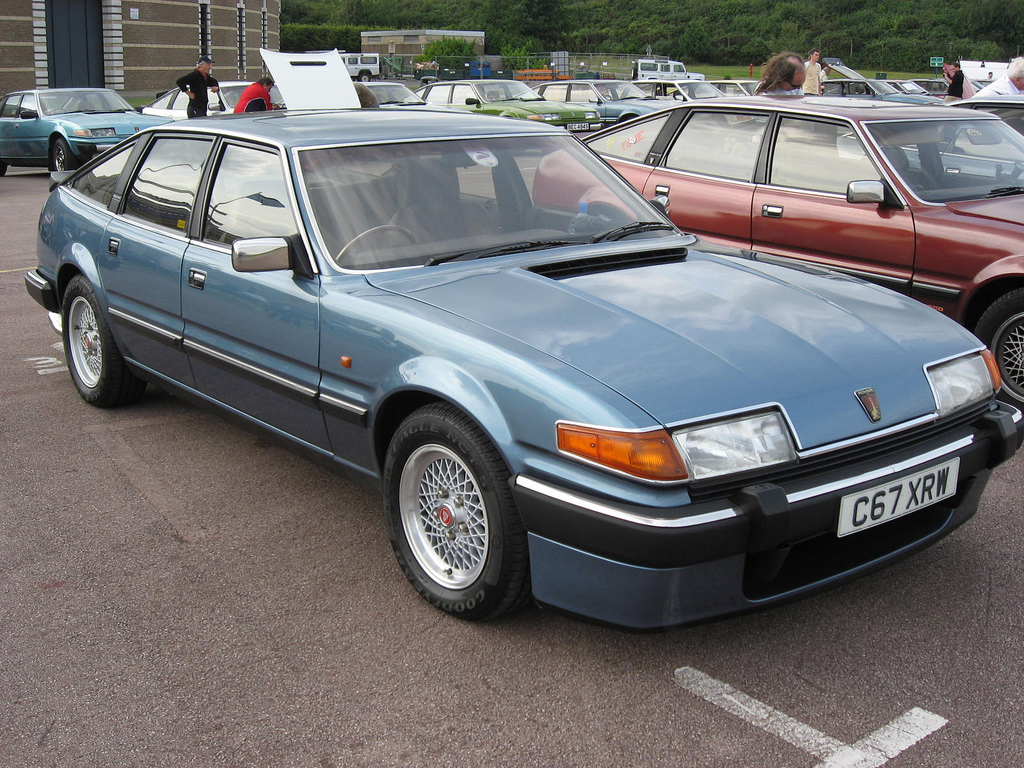
Rover SD1.

Fin 1976, BL reçut une bonne nouvelle avec l'élection de la nouvelle Rover SD1 au titre de voiture européenne de l'année, victoire due notamment à son design futuriste. La SD1 représentait aussi la première mesure de rationalisation prise par British Leyland, puisqu'elle remplaçait deux voitures concurrentes au sein du groupe : la Rover P6 et la Triumph 2000. De plus, cette même année, le ministre de l'Industrie Eric Varley dégagea un investissement de 140 million de livres afin de restructurer l'usine de Longbridge en vue de la production du projet "ADO88" , qui devait remplacer la Mini à partir de 1979. Cependant, les mauvais résultats des tests menés auprès des consommateurs, associés à la percée sur le marché britannique de la Ford Fiesta, poussèrent le groupe à revoir sa copie ; le projet fut ainsi renommé "LC8" et sortit en 1980 sous le nom d'Austin Mini Metro.
En 1978, Michael Edwardes (en) fut nommé directeur et le groupe fut divisé entre Austin Morris (destinée à produire les voitures de grande diffusion) et Jaguar Rover Triumph (JRT ; division haut-de-gamme du groupe) . Austin Morris incluait aussi MG. Land Rover et Range Rover furent par la suite séparés de JRT pour former le Land Rover Group (LRG) . JRT se divisa encore entre Rover-Triumph et Jaguar Car Holdings (qui comprenait aussi Daimler) .

#### BLCV

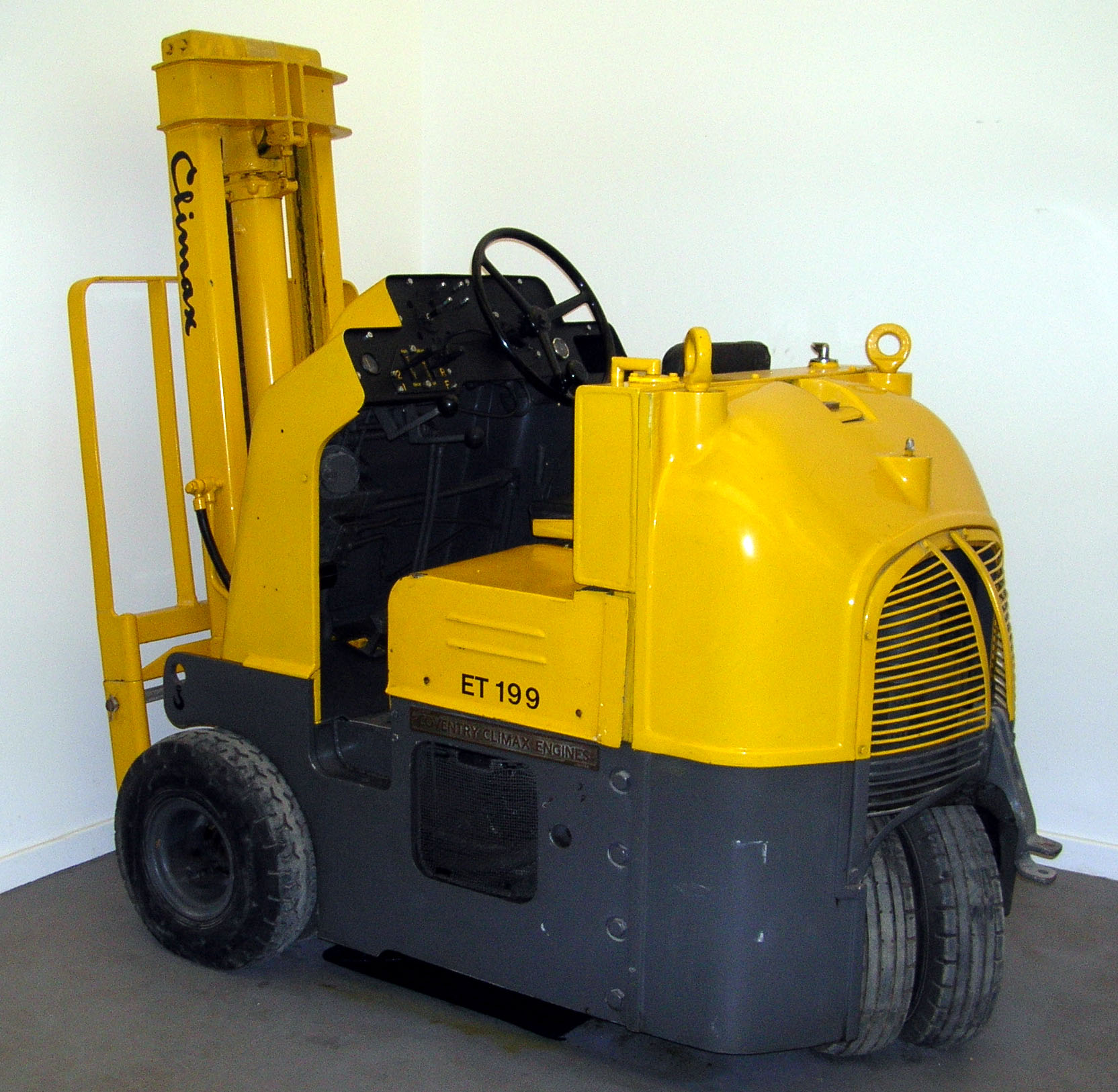
Chariot élévateur Coventry Climax.

En 1978 l'entreprise forme une nouvelle division pour ses véhicules commerciaux, British Leyland Commercial Vehicles (BLCV), dirigée par David Abell. Passent sous ce nouveau pavillon :
- Leyland Vehicles Limited (camions, tracteurs, autobus)
- Alvis Limited (véhicules militaires)
- Coventry Climax (chariots élévateurs et engins spécialisés)
- Self-Changing Gears Limited (transmissions à usage industriel)

BLCV et Land Rover Group fusionnèrent un peu plus tard, se faisant alors appeler Land Rover Leyland.

#### BL Ltd
En 1979, British Leyland fut renommé BL Ltd (puis BL plc), fonctionnemant comme un holding et contrôlant les activités du groupe The British Leyland Motor Corporation Ltd, renommé BLMC Ltd.

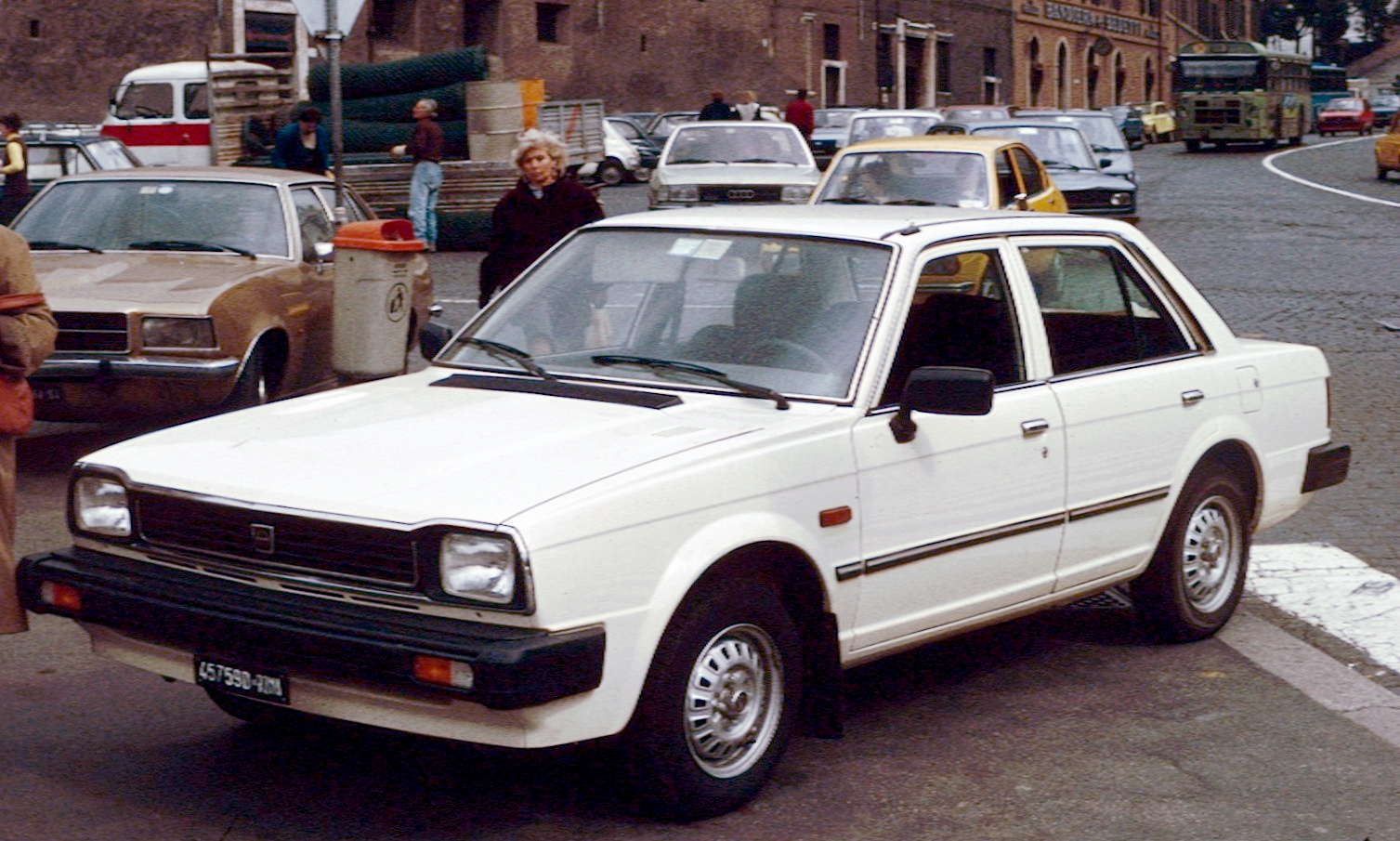
Triumph Acclaim.

En octobre 1980, la chance semble enfin sourire à British Leyland avec le grand succès de la nouvelle Austin Metro, une citadine à hayon moderne, qui donne enfin aux consommateurs une alternative plus pratique à l'emblématique mais ancienne Mini. La voiture devient un best-seller en Grande-Bretagne.
Vers la fin du développement de la Metro, BL avait également scellé une alliance avec Honda dans le but de développer un nouveau modèle de milieu de gamme pour remplacer la Triumph Dolomite, et assurer la continuité de la gamme jusqu'à la sortie des futures Austin Maestro et Montego. Ce véhicule sortit en 1981 sous le nom de Triumph Acclaim (en), et fut le premier d'une longue série de modèles développés conjointement par BL et Honda : les premiers y trouvent de quoi développer de nouveaux modèles en partageant les frais et en bénéficiant de la rigoureuse qualité japonaise, et les seconds une occasion de s'implanter sur le marché européen.

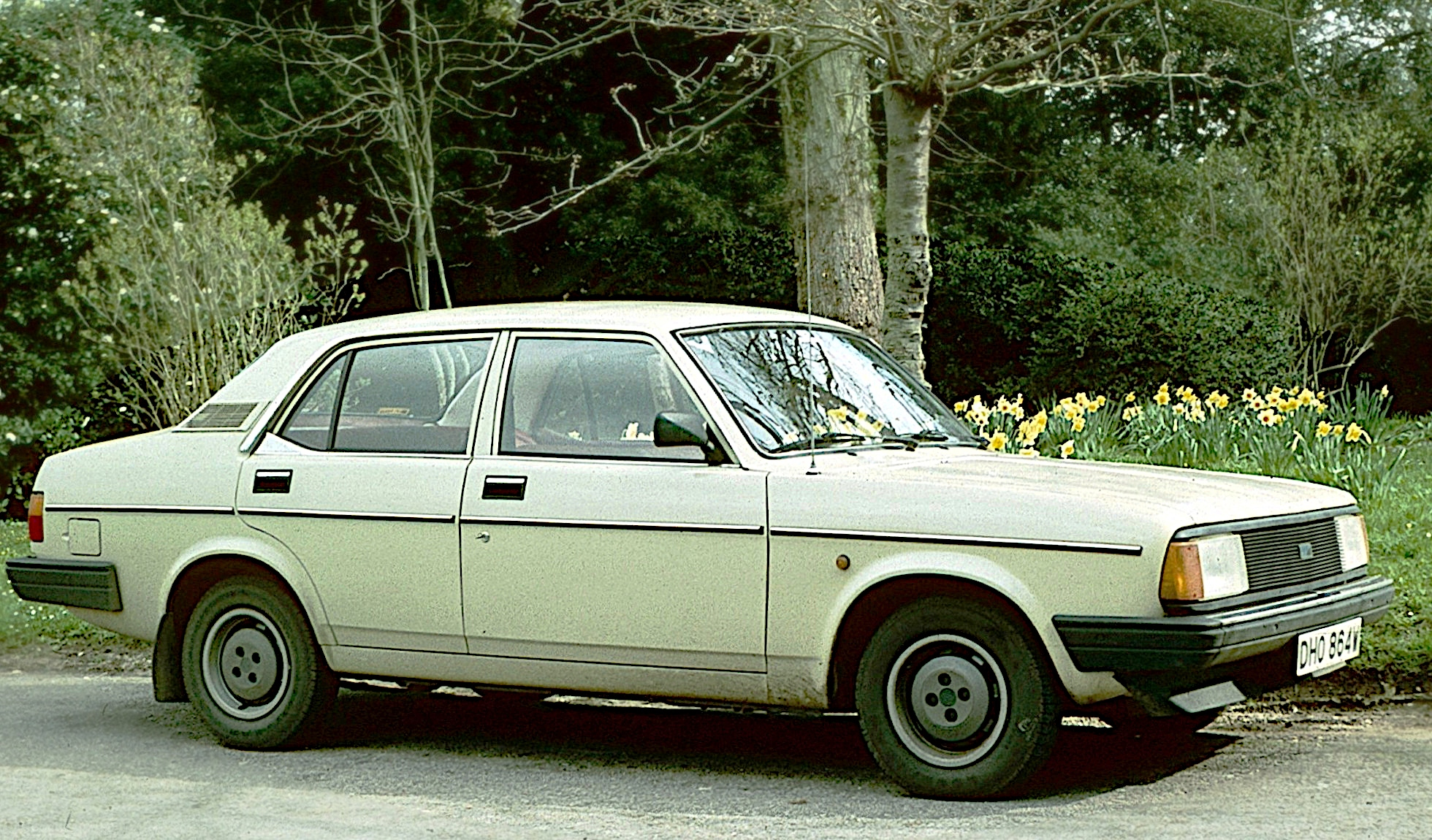
Morris Ital.

Au même moment, la gamme subit des bouleversements allant dans le sens d'une rationalisation. En effet, en 1980, British Leyland produisait simultanément quatre véhicules sur le segment des familiales, la Princess 2, l'Austin Maxi, la Morris Marina et la Triumph Dolomite. En août 1980, la Marina devient l'Ital après un restylage, et deux ans plus tard la Princess 2, après un profond remodelage, se mue en Austin Ambassador. La Maxi est arrêtée en 1981. En avril 1984, Ital et Ambassador laissent place à un seul modèle, la nouvelle Austin Montego. La Triumph Acclaim, remplaçante de la Dolomite, est elle-même remplacée la même année par une autre Honda transformée, la Rover 200. De quatre modèles, la gamme passe ainsi à seulement deux voitures au positionnement assez distinct.

### Cession de Jaguar et création d'Austin Rover Group
En 1982, la division BL Cars Ltd est renommée Austin Rover Group, peu de temps avant le lancement de l'Austin Maestro, et Michael Edwardes est remplacé par Harold Musgrove au poste de PDG. Cette nouvelle organisation met fin à la séparation entre les divisions Austin Morris (voitures de moyenne gamme) et Jaguar Rover Triumph (division haut de gamme). Jaguar prend par ailleurs son émancipation, quittant le groupe BL et redevenant une entreprise privée et indépendante en 1984. Cette même année, les marques Morris et Triumph disparaissent avec leurs deux derniers modèles : l'Ital et l'Acclaim.
Ne subsistent donc plus que Rover et Austin, tandis que Land Rover est intégré à Freight Rover, la division poids-lourds du groupe. Après la cession d'Unipart et des divisions camions et autobus en 1987 (voir plus bas), seuls demeuraient Austin Rover (véhicules de grande diffusion) et Land Rover (4x4), qui restèrent l'épine dorsale du groupe jusqu'en mars 2000.

### Fin de British Leyland et privatisation

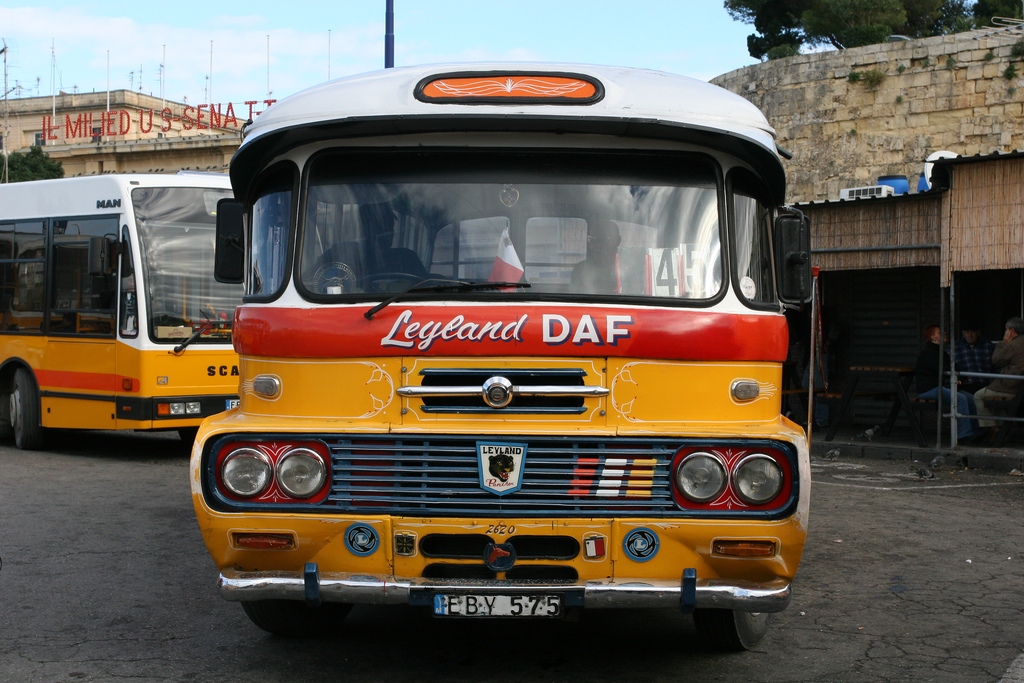
Leyland DAF EBY575.

En 1986, Graham Day devient le PDG du groupe et le troisième véhicule issu de la collaboration Rover-Honda, la Rover 800, remplace la Rover SD1. Du même coup, BL change de nom pour devenir le Rover Group.
Un an plus tard, en 1987, la division camions fusionne avec l'entreprise néerlandaise DAF pour former DAF NV, les véhicules étant vendus sous la marque Leyland DAF au Royaume-Uni et DAF aux Pays-Bas. En 1987, la branche autobus devient une entreprise à part entière nommée Leyland Bus. Ceci résulte d'un rachat par les cadres (management buy-out), ces derniers décidant ensuite de vendre l'entreprise à Volvo Trucks & Buses en 1988. L'année 1987 voit également disparaître la marque Austin, pilier historique du groupe, mais dont l'image était tombée au plus bas. Le groupe mise désormais principalement sur la plus prestigieuse et plus rentable marque Rover. 
En 1988, le groupe est vendu par le gouvernement britannique à British Aerospace (BAe) pour 150 millions de livres (une somme considérée comme plutôt faible, ce qui motiva une enquête des autorités de la CEE). Ce dernier acteur, convaincu seulement avec réticence, s'empressera de revendre l'entreprise à BMW en 1994. La marque bavaroise investit dans sa nouvelle acquisition pour essayer de maintenir l'ensemble de l'activité. 
Cependant, au bout de 6 ans, la situation du groupe Rover ne s'améliore pas ; BMW, de guerre lasse, décide de le revendre. La firme bavaroise se paye toutefois de ses investissements de 1994 à 2000 en gardant uniquement la marque Mini et l'usine de Cowley pour la fabrication du nouveau modèle.
Quant aux autres marques du groupe, Rover, MG et la seule usine de Longbridge, sont cédées pour 10 livres symbolique à un groupe de quatre investisseurs (le consortium Phoenix) qui renommera le groupe sous le nom de MG Rover. 
Pendant cette même période Land Rover et l'usine de Solihull sont revendues à Ford pour 2,8 milliards  de dollars soit 3 milliards d'euros.
Cinq ans plus tard, enfin, le groupe MG Rover se déclare lui-même en faillite, en avril 2005.

### Ashok Leyland

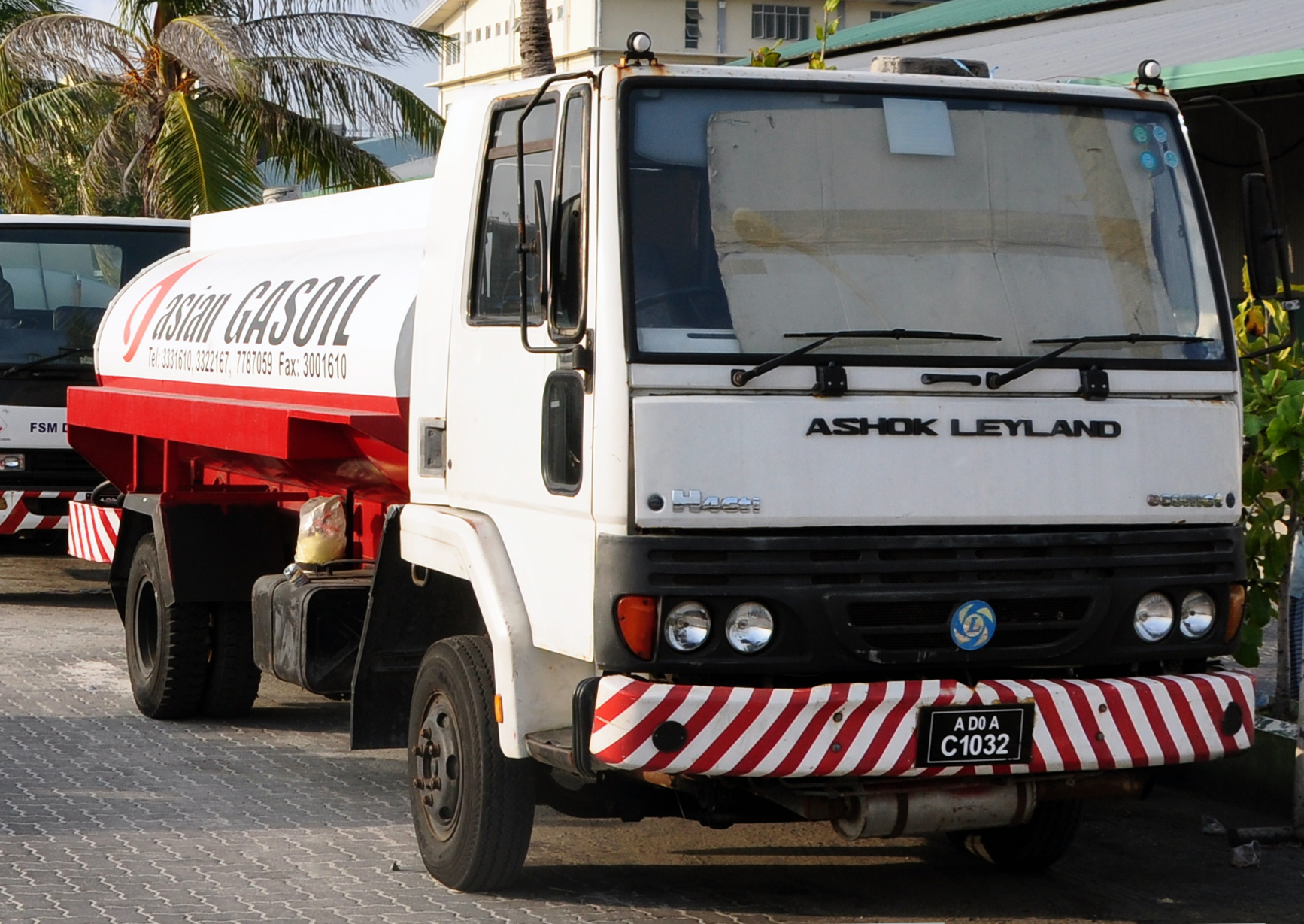
Ahok Leyland Ecomet 912.

Le nom et le logo de Leyland subsistent encore aujourd'hui en Inde, en Asie du Sud et dans une partie de l'Afrique, à travers l'entreprise Ashok Leyland. Faisant partie de l'immense conglomérat Hinduja Group, cette dernière construit des camions, des bus, des véhicules militaires et des moteurs. Il s'agit d'un leader du secteur des poids-lourds en Inde, qui met en œuvre une politique d'expansion agressive. Ironiquement, depuis 1987, date où le groupe Hinduja, basé à Londres, racheta Ashok Leyland, entreprise indienne, celle-ci est théoriquement une entreprise britannique. 
Ashok-Leyland a établi une coentreprise avec Nissan et fait son entrée sur le marché européen en acquérant le constructeur de poids lourds tchèque Avia. En 2010, en rachetant 25% du fabricant de bus anglais Optare, le groupe s'est même rapproché, par un hasard de l'histoire, de ses racines britanniques.

### Marques cédées ou arrêtées

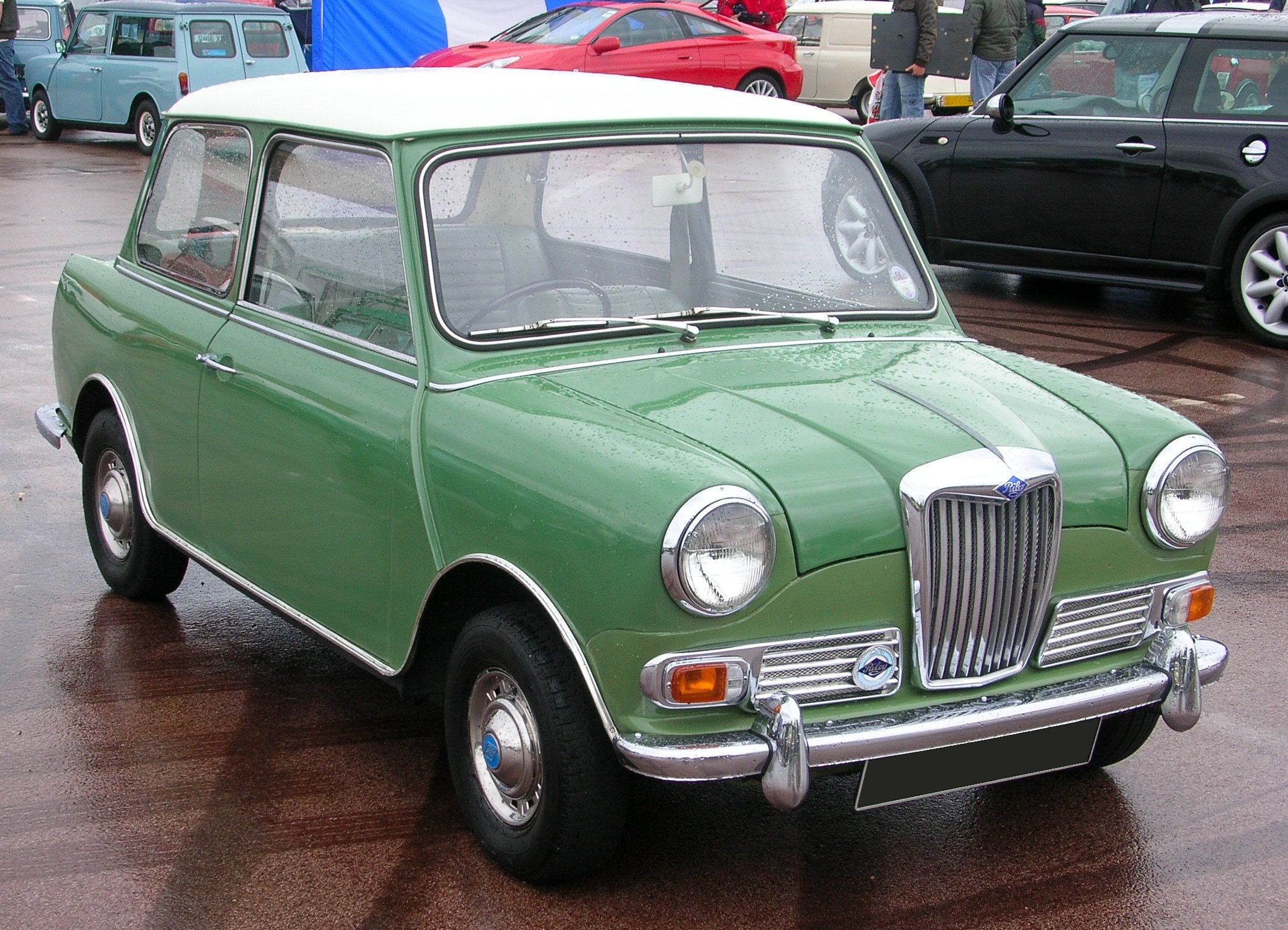
Riley Elf Mk. III (1968).

#### Années 1980

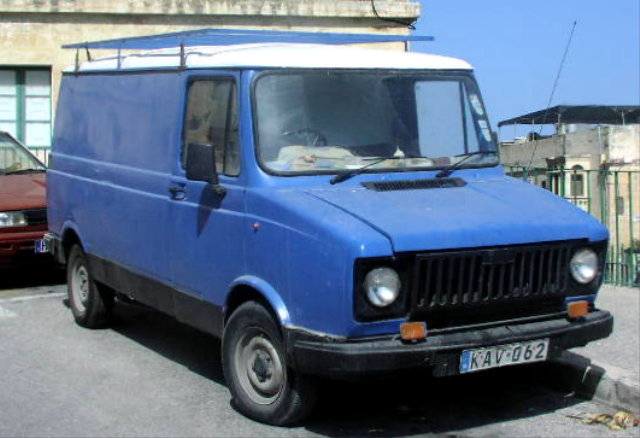
Fourgon Freight Rover.

### Modèles notables

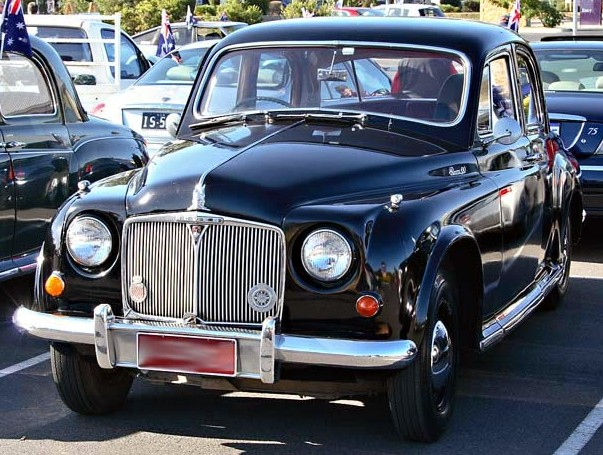
Rover 90 (1955).

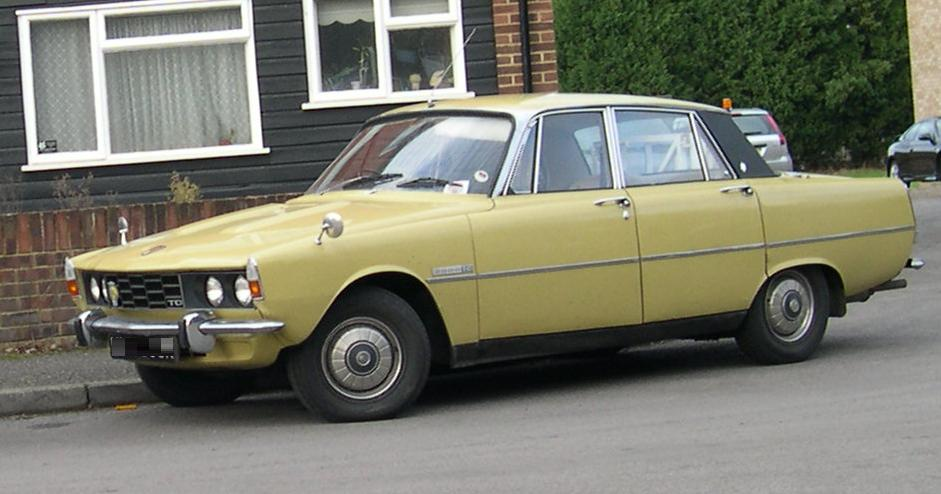
Rover 2000.

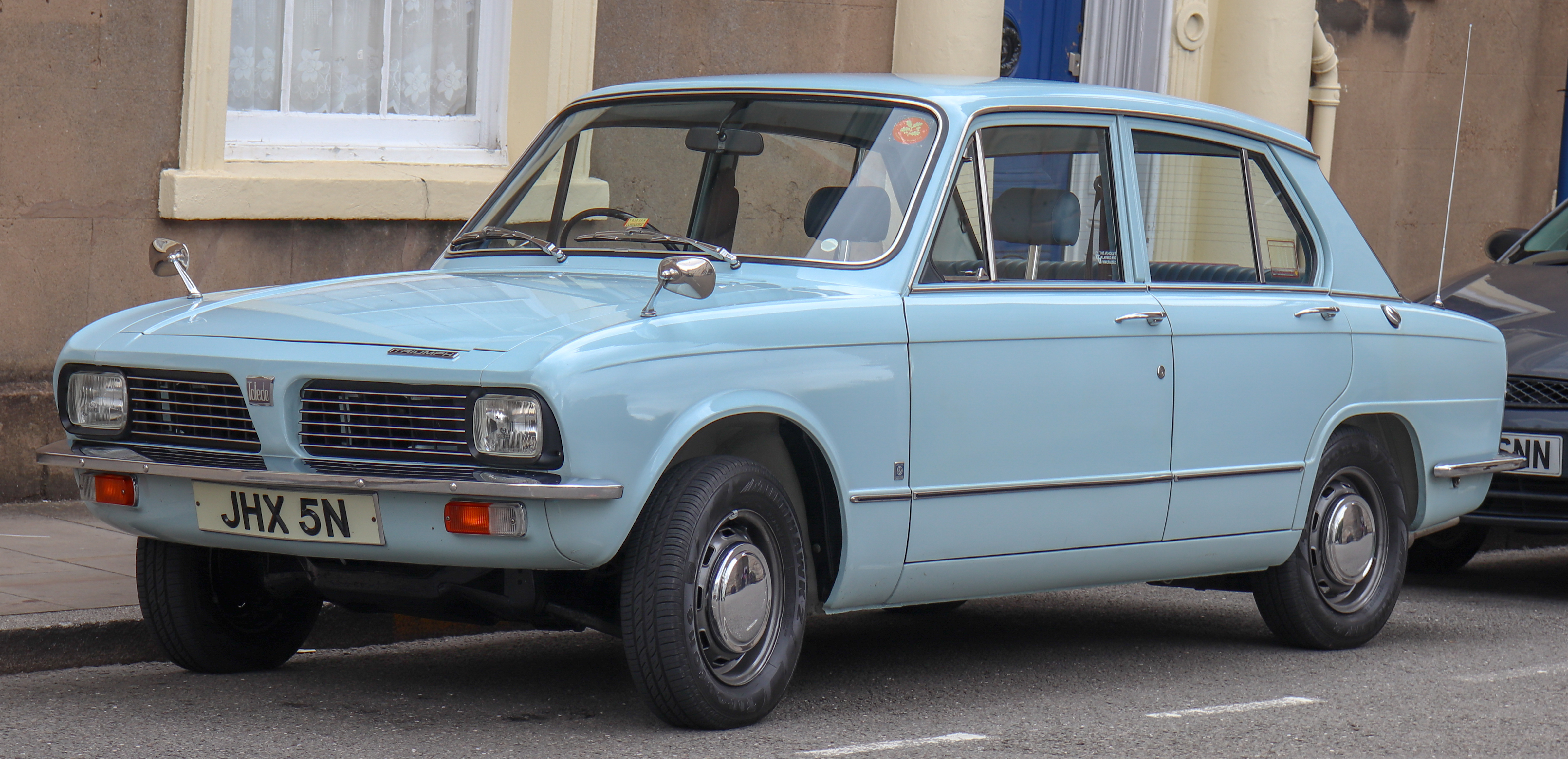
Triumph Toledo.

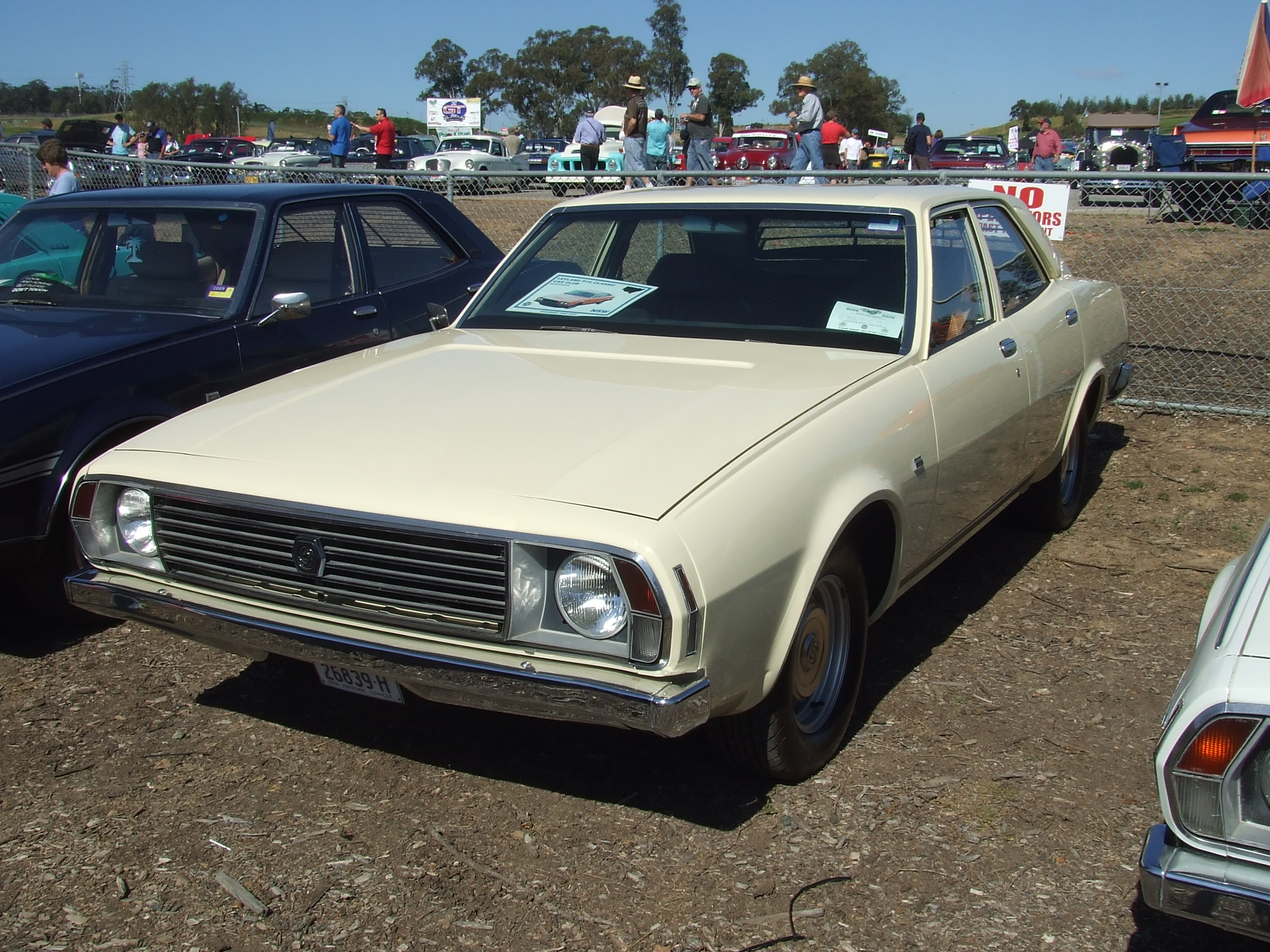
Leyland P76.

### Modèles en concurrence

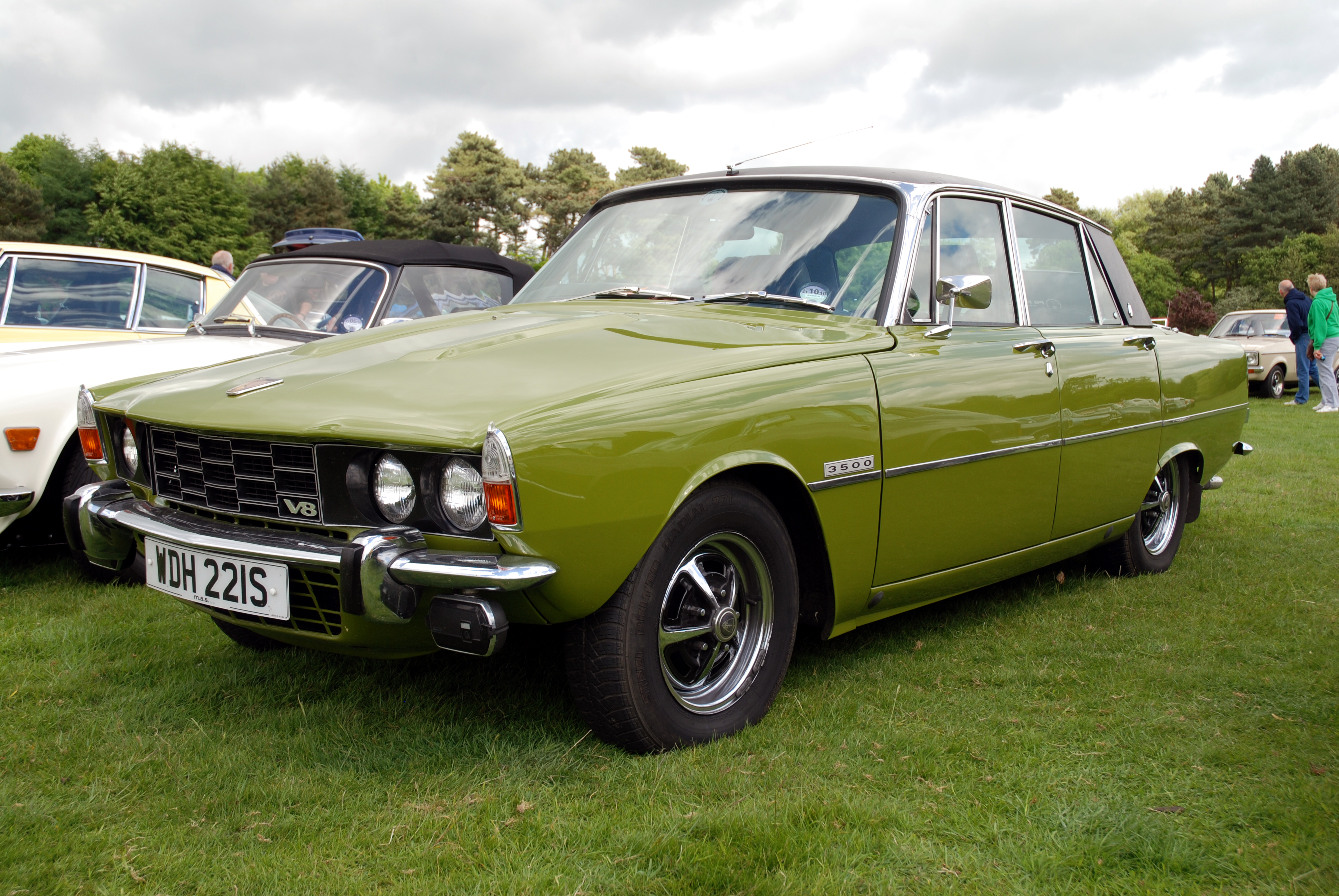
Rover 3500.

### Véhicules rebadgés

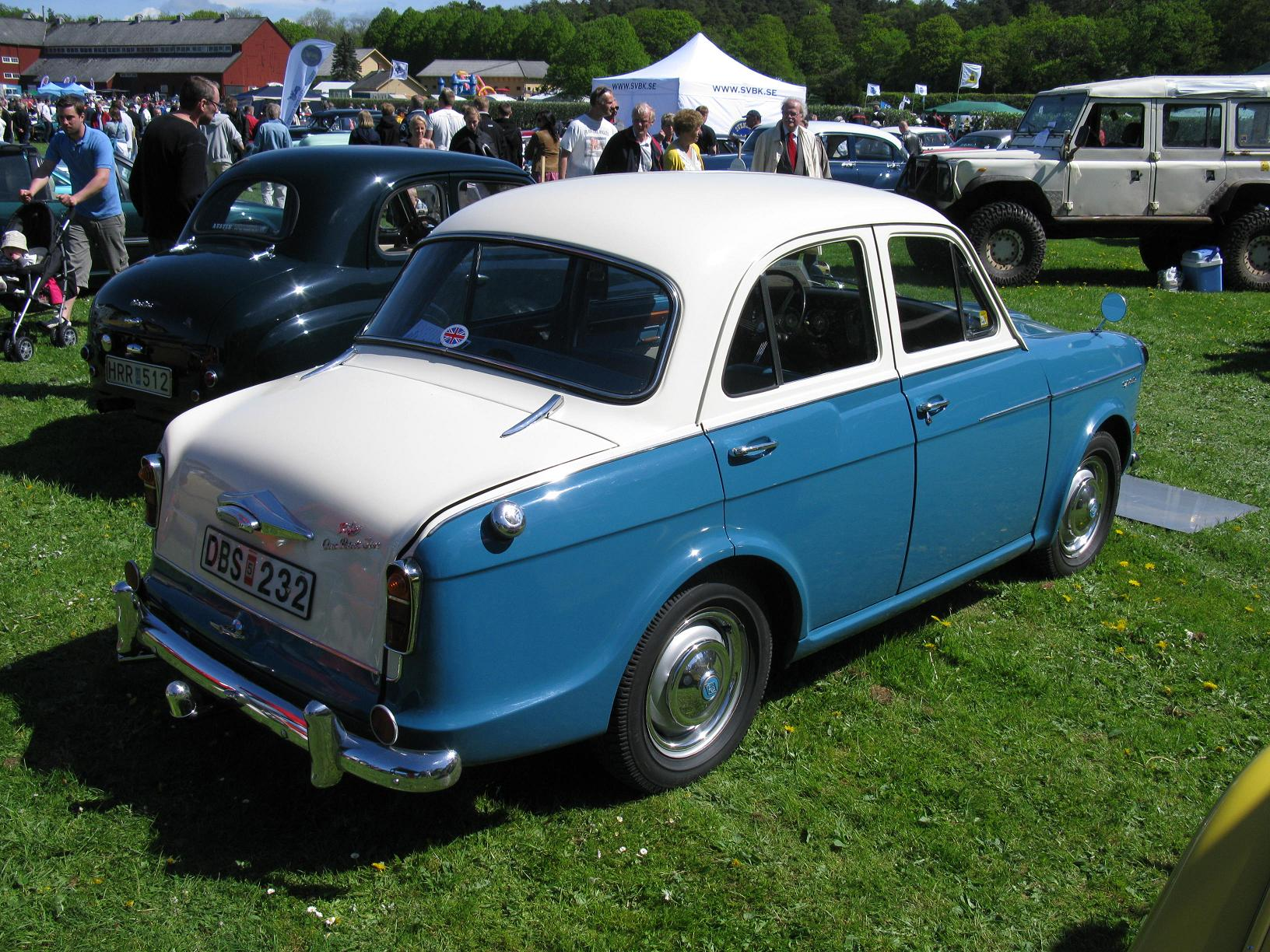
Riley One-Point-Five.

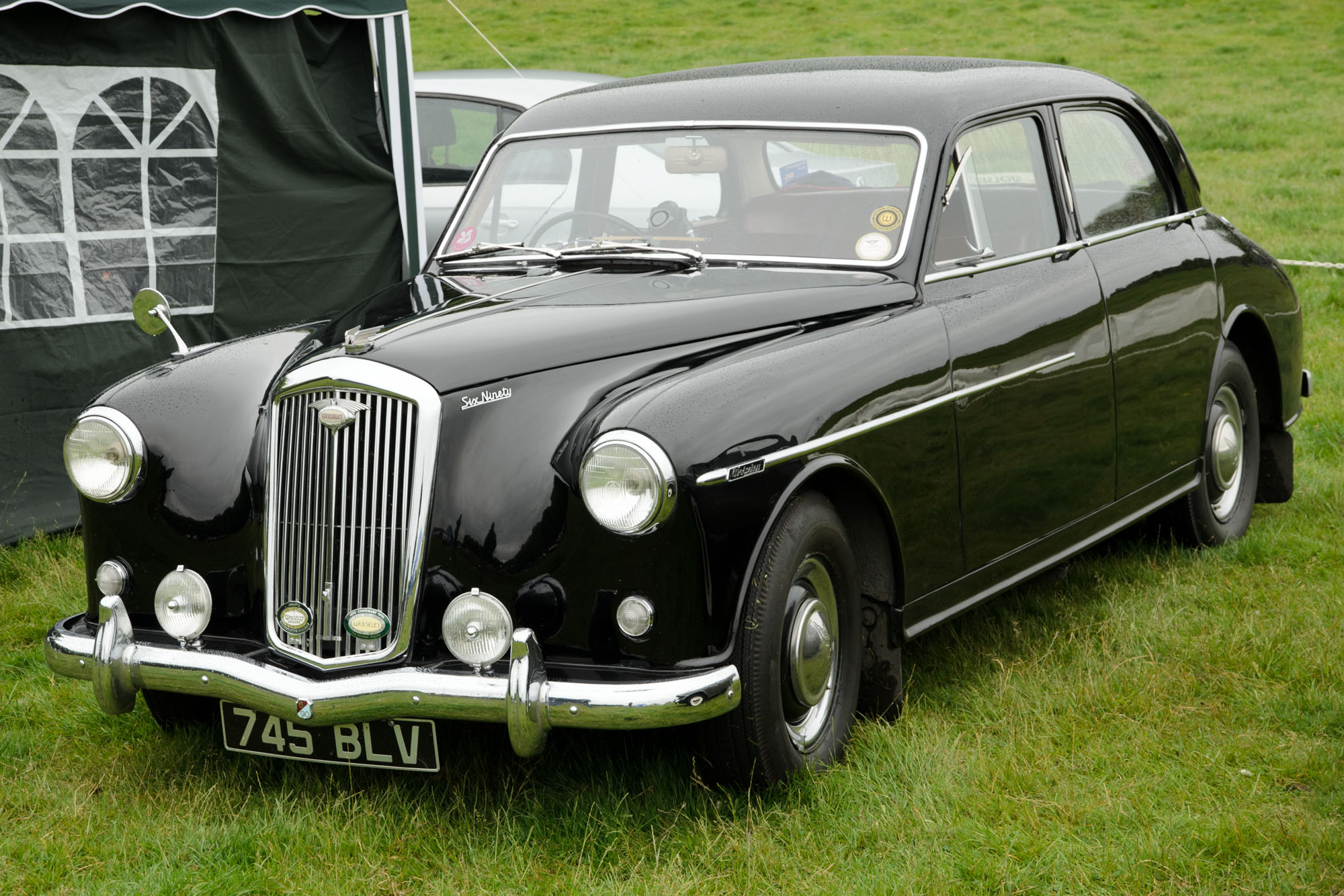
Wolseley 6/90 (1956).

## Chronologie
| British Leyland - entreprises automobiles et marques | British Leyland - entreprises automobiles et marques | British Leyland - entreprises automobiles et marques | British Leyland - entreprises automobiles et marques | British Leyland - entreprises automobiles et marques | British Leyland - entreprises automobiles et marques | British Leyland - entreprises automobiles et marques | British Leyland - entreprises automobiles et marques | British Leyland - entreprises automobiles et marques | British Leyland - entreprises automobiles et marques | British Leyland - entreprises automobiles et marques | British Leyland - entreprises automobiles et marques | British Leyland - entreprises automobiles et marques |
| ---------------------------------------------------- | ---------------------------------------------------- | ---------------------------------------------------- | ---------------------------------------------------- | ---------------------------------------------------- | ---------------------------------------------------- | ---------------------------------------------------- | ---------------------------------------------------- | ---------------------------------------------------- | ---------------------------------------------------- | ---------------------------------------------------- | ---------------------------------------------------- | ---------------------------------------------------- |
| Marque                                               | 1900                                                 | 1910                                                 | 1920                                                 | 1930                                                 | 1940                                                 | 1950                                                 | 1960                                                 | 1970                                                 | 1980                                                 | 1990                                                 | 2000                                                 | 2010                                                 |
| Jaguar                                               |                                                      |                                                      | SS Cars/Jaguar                                       | SS Cars/Jaguar                                       | SS Cars/Jaguar                                       | SS Cars/Jaguar                                       | Jaguar & Daimler puis BMH                            | BLMC/British Leyland                                 | Jaguar & Daimler                                     | Ford                                                 | Ford                                                 |                                                      |
| Daimler                                              | Daimler                                              | BSA                                                  | BSA                                                  | BSA                                                  | BSA                                                  | BSA                                                  | Jaguar & Daimler puis BMH                            | BLMC/British Leyland                                 | Jaguar & Daimler                                     | Ford                                                 | Ford                                                 |                                                      |
| Lanchester                                           | Lanchester                                           | Lanchester                                           | Lanchester                                           | BSA                                                  | BSA                                                  | BSA                                                  | Jaguar & Daimler puis BMH                            | BLMC/British Leyland                                 | Jaguar & Daimler                                     | Ford                                                 | Ford                                                 |                                                      |
| Rover                                                | Rover Company                                        | Rover Company                                        | Rover Company                                        | Rover Company                                        | Rover Company                                        | Rover Company                                        | Rover Company                                        | BLMC/British Leyland                                 | Austin Rover Group & Land Rover Group (BL plc)       | Rover Group (Bae puis BMW)                           |                                                      |                                                      |
| Land Rover                                           |                                                      |                                                      |                                                      |                                                      | Rover Company                                        | Rover Company                                        | Rover Company                                        | BLMC/British Leyland                                 | Austin Rover Group & Land Rover Group (BL plc)       | Rover Group (Bae puis BMW)                           | Ford                                                 |                                                      |
| Alvis                                                |                                                      |                                                      | Alvis                                                | Alvis                                                | Alvis                                                | Alvis                                                | Rover Company                                        | BLMC/British Leyland                                 | Austin Rover Group & Land Rover Group (BL plc)       | Bae Systems                                          | Bae Systems                                          | Bae Systems                                          |
| Standard                                             | Standard                                             | Standard                                             | Standard                                             | Standard                                             | Standard Triumph                                     | Standard Triumph                                     | Leyland Motors                                       | BLMC/British Leyland                                 | Austin Rover Group & Land Rover Group (BL plc)       | Rover Group (Bae)                                    | British Motor Heritage                               | British Motor Heritage                               |
| Triumph                                              |                                                      | Dawson                                               | Triumph                                              | Triumph                                              | Standard Triumph                                     | Standard Triumph                                     | Leyland Motors                                       | BLMC/British Leyland                                 | Austin Rover Group & Land Rover Group (BL plc)       | Rover Group (Bae)                                    | BMW                                                  | BMW                                                  |
| Riley                                                | Riley                                                | Riley                                                | Riley                                                | Riley                                                | Nuffield Organisation                                | BMC                                                  | BMH                                                  | BLMC/British Leyland                                 | Austin Rover Group & Land Rover Group (BL plc)       | Rover Group (Bae)                                    | BMW                                                  | BMW                                                  |
| MG                                                   |                                                      |                                                      | Morris Garages                                       | Morris Garages                                       | Nuffield Organisation                                | BMC                                                  | BMH                                                  | BLMC/British Leyland                                 | Austin Rover Group & Land Rover Group (BL plc)       | Rover Group (Bae puis BMW)                           | MG Power Group (PVH)                                 | SAIC                                                 |
| Morris                                               |                                                      | Morris                                               | Morris                                               | Morris                                               | Nuffield Organisation                                | BMC                                                  | BMH                                                  | BLMC/British Leyland                                 | Austin Rover Group & Land Rover Group (BL plc)       | Rover Group (Bae puis BMW)                           | MG Power Group (PVH)                                 | SAIC                                                 |
| Wolseley                                             | Wolseley                                             | Wolseley                                             | Wolseley                                             | Morris                                               | Nuffield Organisation                                | BMC                                                  | BMH                                                  | BLMC/British Leyland                                 | Austin Rover Group & Land Rover Group (BL plc)       | Rover Group (Bae puis BMW)                           | MG Power Group (PVH)                                 | SAIC                                                 |
| Austin                                               | Austin                                               | Austin                                               | Austin                                               | Austin                                               | Austin                                               | BMC                                                  | BMH                                                  | BLMC/British Leyland                                 | Austin Rover Group & Land Rover Group (BL plc)       | Rover Group (Bae puis BMW)                           | MG Power Group (PVH)                                 | SAIC                                                 |
| Vanden Plas                                          | Vanden Plas                                          | Vanden Plas                                          | Vanden Plas                                          | Vanden Plas                                          | Austin                                               | BMC                                                  | BMH                                                  | BLMC/British Leyland                                 | Austin Rover Group & Land Rover Group (BL plc)       | Rover Group (Bae puis BMW)                           | MG Power Group (PVH)                                 | SAIC                                                 |
| Mini                                                 |                                                      |                                                      |                                                      |                                                      |                                                      | BMC                                                  |                                                      | BLMC/British Leyland                                 | Austin Rover Group & Land Rover Group (BL plc)       | Rover Group (Bae puis BMW)                           | BMW                                                  | BMW                                                  |
| Princess                                             |                                                      |                                                      |                                                      |                                                      |                                                      | BMC                                                  |                                                      | BLMC/British Leyland                                 |                                                      |                                                      |                                                      |                                                      |
| Austin-Healey                                        |                                                      |                                                      |                                                      |                                                      |                                                      | Austin (BMC) et Donald Healey                        | Austin (BMC) et Donald Healey                        |                                                      |                                                      |                                                      |                                                      |                                                      |